# Sarcostemma intermedium
Sarcostemma intermedium är en oleanderväxtart som beskrevs av Joseph Decaisne. Sarcostemma intermedium ingår i släktet Sarcostemma och familjen oleanderväxter. Inga underarter finns listade i Catalogue of Life.